# Łoźnik
Łoźnik (deutsch Lotterfeld) ist ein Dorf in der polnischen Woiwodschaft Ermland-Masuren. Es gehört zur Stadt- und Landgemeinde Pieniężno (Mehlsack) im Powiat Braniewski (Kreis Braunsberg).

## Geographische Lage
Łoźnik liegt am Flüsschen Wałsza (deutsch Walsch) im Nordwesten der Woiwodschaft Ermland-Masuren, 30 Kilometer südöstlich der Kreisstadt Braniewo (Braunsberg).

## Geschichte
Im Jahre 1325 wurde das kleine Dorf Lotterfeld gegründet. Als eine Landgemeinde wurde es 1874 in den neu gebildeten Amtsbezirk Plauten (polnisch Pluty) im ostpreußischen Kreis Braunsberg, Regierungsbezirk Königsberg, eingegliedert und  gehörte ihm bis 1945 an.
256 Einwohner zählte das Dorf Lotterfeld im Jahre 1910. Ihre Zahl belief sich 1933 auf 238 und 1939 auf 223.
Als 1945 in Kriegsfolge das gesamte südliche Ostpreußen an Polen fiel, erhielt Lotterfeld die polnische Namensform „Łoźnik“. Das Dorf ist heute eine Ortschaft innerhalb der Stadt- und Landgemeinde Pieniężno (Mehlsack) im Powiat Braniewski (Kreis Braunsberg), von 1975 bis 1998 der Woiwodschaft Elbląg, seither der Woiwodschaft Ermland-Masuren zugehörig. Im Jahre 2021 zählte Łoźnik 171 Einwohner.

## Religion
Die römisch-katholischen Einwohner von Łoźnik gehören zur Pfarrei in Pluty (Plauten) im Dekanat Pieniężno (Mehlsack) des Erzbistums Ermland. In Łoźnik selbst gibt es seit 1873 eine St.-Marien-Kapelle.
Die evangelische Bevölkerung gehörte vor 1945 zur Pfarrkirche in Mehlsack innerhalb des Kirchenkreises Braunsberg der Kirchenprovinz Ostpreußen in der Kirche der Altpreußischen Union. Heute sind sie in die Evangelisch-Augsburgische Kirche in Polen eingegliedert.

## Verkehr
Łoźnik liegt an der verkehrsreichen Woiwodschaftsstraße 512, die von der russisch-polnischen Grenze über Bartoszyce (Bartenstein) und Górowo Iławeckie (Landsberg) bis nach Pieniężno (Mehlsack) führt. Eine von Lechowo (Lichtenau) über Kowale (Schönsee) kommende Nebenstraße endet in Łoźnik.
Eine Bahnanbindung besteht nicht.

## Persönlichkeit
- Bruno Groß (* 6. Januar 1900 in Lotterfeld), deutscher römisch-katholischer Geistlicher und Märtyrer († 1946)